# توربن ستورم
توربن ستورم (بالدنماركية: Torben Storm)‏ هو لاعب كرة قدم ومدرب كرة قدم دنماركي، ولد في 13 سبتمبر 1946 في الدنمارك في مملكة الدنمارك. شارك مع منتخب الدنمارك تحت 19 سنة لكرة القدم ومنتخب الدنمارك لكرة القدم. أما مع النوادي، فقد لعب مع كوبنهاغن بولدكلوب.

## وصلات خارجية
- توربن ستورم على موقع قاعدة بيانات كرة القدم.إي يو (الإنجليزية)